# Stephen Geoffreys
Stephen Geoffreys, nome completo Stephen Geoffreys Miller (Cincinnati, 22 novembre 1964), è un attore statunitense.

## Biografia
Nato a Cincinnati, dopo aver studiato recitazione presso l'Università di New York, debutta in teatro, lavorando per il musical di Broadway The Human Comedy, per cui ottiene una candidatura al Tony Award. Il suo debutto nel cinema avviene nel 1985 con i film Catholic boys: alleluja! e Dal college con furore, in seguito si fa' conoscere grazie alle partecipazioni ad alcuni film horror adolescenziali, come Ammazzavampiri e 976 - Chiamata per il diavolo. Nel 1986 recita nel drammatico A distanza ravvicinata e partecipa come guest star alle serie televisive Ai confini della realtà e Storie incredibili.
Dopo aver preso parte a Moon 44 - Attacco alla fortezza di Roland Emmerich, per tutti gli anni novanta Geoffreys lavora come attore pornografico, partecipando a numerosi film pornografici gay sotto gli pseudonimi Sam Ritter, Stephan Bordeaux e Larry Bert. Terminata la parentesi pornografica, dopo alcuni anni d'inattività, Geoffreys torna al genere horror con il film indipendente Creatura maligna, del 2007.

## Filmografia parziale

### Cinema
- Catholic Boys (Heaven Help Us), regia di Michael Dinner (1985)
- Dal college con furore (Fraternity Vacation), regia di James Frawley (1985)
- Ammazzavampiri (Fright Night), regia di Tom Holland (1985)
- A distanza ravvicinata (At Close Range), regia di James Foley (1986)
- 976 - Chiamata per il diavolo (976-EVIL), regia di Robert Englund (1988)
- The Chair, regia di Waldemar Korzeniowsky (1988)
- Moon 44 - Attacco alla fortezza (Moon 44), regia di Roland Emmerich (1990)
- Creatura maligna (Sick Girl), regia di Eben McGarr (2007)
- Emerging Past, regia di Thomas J. Churchill (2010)
- New Terminal Hotel, regia di B.C. Furtney (2010)

### Televisione
- Ai confini della realtà (The Twilight Zone) - serie TV, 1 episodio (1986)
- Storie incredibili (Amazing Stories) - serie TV, episodio 2x20 (1987)
- I predatori della strada (The Road Raiders), regia di Richard Lang (1989) - Film TV